# メルツェン
メルツェン ドイツ語: Merzen は、ドイツ連邦共和国ニーダーザクセン州オスナブリュック郡北西部のザムトゲマインデ・ノイエンキルヒェンを構成する町村である。

## 地理

### 位置
メルツェンはアンクム高地の南、ブラムガウ北西部に位置する。トイトブルクの森北部＝ヴィーエン山地自然公園の北西周縁部にあたる。

### 気候
北海からの湿った北西風の影響を受ける温帯海洋性気候である。メルツェンの年間平均気温は 8.5 - 9.0 ℃、年間降水量は約 700 mm である。5月から8月までの間に平均 20 -25日の夏日がある。

### 隣接する市町村
メルツェンは、北はエッガーミューレン、東はアンクムおよびブラームシェ、南はノイエンキルヒェンおよびヴォルトラーゲ、西はフュルステナウと境を接している。

### 自治体の構成
この町は以下の地区で構成されている:
- デリングハウゼン (187)
- エンゲレルン＝シュリヒトホルスト (490)
- レヒトルプ＝メルツェン (2,267) - 町の行政中心地区
- オスト/ヴェストエアオーデン (182)
- プラッゲンシャーレ (284)
- ジュートメルツェン (387)

かっこ内は、2003年7月14日現在の人口である。
これらの地区の大部分は散村である。メルツェンは、隣接するノイエンキルヒェンおよびヴォルトラーゲとともにザムトゲマインデ・ノイエンキルヒェンを構成している。

## 歴史

### 町村合併
現在のメルツェンの町域は、1972年7月1日の地域再編により、デリングハウゼン、エンゲレルン、レヒトルプ＝メルツェン、オスト＝・ウント・ヴァストエアオーデン、プラッゲンシャーレ、ジュートメルツェンが合併して成立した。

### 人口推移
以下の表は、各年の12月31日時点での町域における人口を示している。
数値は、1987年5月25日の人口調査結果に基づくニーダーザクセン州統計およびコミュニケーション技術局の研究結果である。
1961年（6月6日）と1970年（5月27日）の数値は、1972年7月1日に合併した地域の人口を含む人口調査の結果である。
| 年   | 人口（人） |
| ---- | ---------- |
| 1961 | 2,466      |
| 1970 | 2,564      |
| 1987 | 2,941      |
| 1990 | 3,039      |
| 1995 | 3,646      |
| 2000 | 4,046      |
| 2005 | 4,111      |
| 2010 | 4,027      |
| 2011 | 4,009      |
| 2015 | 4,075      |

## 行政

### 議会
メルツェンの町議会は 15議席からなる。この町の町長はクリストフ・ビュッシャー (CDU) である。

## 文化と見所
- プラッゲンシャーレ地区/ヴェストエアオーデン地区のヴァホルダーハインとヒューゲルグレーバーフェルト

### スポーツ
- スポーツクラブ・ブラウ＝ヴァイス・メルツェン e.V.: サッカー、バレーボール、ビーチバレー、バスケットボール、様々な体操グループ
- テニスクラブ・メルツェン e.V.
- 乗馬・騎馬クラブ・メルツェン e.V.
- クロスホッパース・メルツェン e.V.
- スポーツクラブ DJK シュリヒトホルスト e.V.

## 経済と社会資本

### 交通
連邦道 B218号線が町内を北西から南東に貫いている。
メルツェンでは、オスナブリュック交通会社のバス路線 610号線が利用できる。この路線は1時間ごとにオスナブリュックからフュルステナウに運行している。

### トュルケンケッテンの伝説
町の紋章はトュルケンケッテン（トルコの鎖）の伝説に基づいている。昔、2人のメルツェン住民が聖地への十字軍に参加した。彼らはトルコの捕虜になり、死刑を宣告された。処刑の前夜に彼らは、最期に故郷の鐘が聴きたいと願い眠りに就いた。そして次の朝、奇蹟が起きた。彼らはメンツェルの教会近くにある丘ユッケルスボルで、鐘の音で目を覚ました。彼らを拘束していた鎖は奇蹟の証拠として掛けられた。この鎖は1970年代に盗まれたが、町は複製を作成した。町の紋章にはこの鎖が描かれている。ユッケルスボルには、このトルコの鎖の伝説を韻文で刻んだ記念板が建立されている。